# Sénat (Tchad)
Pour les articles homonymes, voir Sénat.
Ier législature
Palais des Arts et de la Culture
Le Sénat (en arabe : مجلس الشيوخ) est la chambre haute du parlement du Tchad. Il est issu de l'adoption de la constitution du 29 décembre 2023 qui prévoit que le Parlement est composé de deux chambres : l'Assemblée nationale et le Sénat,.

## Histoire
Le Sénat est théoriquement mis en place pour la première fois en décembre 2020 par une réforme constitutionnelle de la Constitution de 2018. Le chambre haute reste cependant de facto inexistante pendant cinq ans.
Le projet de nouvelle constitution proposée par le gouvernement Kebzabo est approuvé par le Conseil national de transition le 27 juin 2023. Ce projet comprend l'instauration du Sénat. La Constitution de 2023 est approuvée par les électeurs le 17 décembre 2023 et promulguée le 29.
Les premières élections sénatoriales se déroulent le 25 février 2025. Elles sont boycottées par une large partie de l'opposition. 43 des 46 élus sont membres du Mouvement patriotique du salut (MPS). Les 23 sénateurs nommés par le président sont aussi principalement issus du MPS,.

## Système électoral
Le Sénat est composé de 69 sénateurs renouvelés intégralement tous les six ans. Chacune des 23 régions du Tchad est représentée par trois sénateurs dont deux élus au scrutin de liste binominal majoritaire à un tour par un collège électoral composé des membres des conseils municipaux et régionaux, soit 46 sénateurs élus. Le dernier des sénateurs de chaque région est nommé par le président de la République, soit au total vingt-trois sénateurs. Les sénateurs représentent les collectivités autonomes,.